# BIOHAZARD GAIDEN
『BIOHAZARD GAIDEN』（バイオハザード ガイデン、英：Resident Evil Gaiden）は、イギリスのM4 Ltd.が開発したゲームボーイカラー専用のホラーアドベンチャーゲーム。2001年12月14日にイギリスのヴァージンインタラクティブから欧州で発売後、日本では2002年3月29日にカプコンから発売された。

## 概要
『バイオハザードシリーズ』としては初の任天堂ハードから発売された。同シリーズの外伝作品である。
ゲームボーイカラーというプラットフォームによる制約から、画面は2Dマップ見下ろし型となっており、従来のシリーズ作品とはプレイ感覚は異なる。そのマップの方式から一見すると『スウィートホーム』のようなホラーテイストのRPG系のタイトルを連想させるという評論家筋の分析があるが、戦闘システムは独特の形式で戦闘時は一人称視点（FPS）となり、画面の表示に合わせてボタンをタイミングよく押して敵を倒していく。2Dゲームの枠内で一種のリアルタイム性を狙ったものであり、この戦闘システムからシューティングゲームの一種とも言われている。難しい漢字はカタカナ表記になっている。

## ストーリー・設定
元S.T.A.R.S.隊員やアンブレラ薬品からの脱走者が、アンブレラに対抗する地下組織を結成した。バリー・バートン、レオン・S・ケネディもその地下組織に参加している。他人に擬態する能力を持った新型B.O.W.が豪華客船STARLIGHT号に乗り込んだことから、最初にレオンが抹殺任務を帯びて同船に潜入する。しかしレオンからの連絡が途絶えたことで次にバリー・バートンが派遣されることとなった。
ゲーム開始時、プレイヤーはバリーを操作し、ゲームの展開によってレオンと一時交代しつつ進行していく。レオンがエージェントとして活動していることから、時系列上ではPlayStation用ソフト『バイオハザード2』（1998年）より後に位置している。エンディングにて、レオン、バリーと、STARLIGHT号の生き残りであるルシアの3名が船からの脱出に成功するが、無線機で無事を報告するレオンの切り傷から、緑色の血が流れていた（アップで強調されている）。このレオンの血の色については、後のシリーズ作品で説明されていない。
『バイオハザード CODE:Veronica 完全版』の限定版特典『ウェスカーズリポート』では、レオンは反アンブレラを掲げる地下組織の一員となったと本作での繋がりが示唆されるが、後に『バイオハザード HDリマスター』の特典で再収録された際はカットされており、レオンはラクーン事件後、政府の闇に身を置いたことになっている。

## キャラクター
レオン・S・ケネディ（Leon S.Kennedy）
21歳。地下組織のメンバー。威張ることがあるが、ユーモアにあふれているため仲間からは人気がある。水泳が苦手。ゲーム本編の開始前にSTARLIGHT号に潜入するが、連絡が途絶えたために後続としてバリーが救援および任務遂行のため派遣される事となる。
バリー・バートン（Barry Burton）
主人公。38歳。元S.T.A.R.S隊員で、地下組織での武器の管理を担当している。連絡が途絶えたレオンに代わってSTARLIGHT号に潜入。後半では脱出に必要なアンブレラの潜水艦を奪取するために表向きはレオンを裏切って接触してきた潜水艦の艦長らの利用を試みるが、ある事をきっかけに艦内でバイオハザードが発生してしまい奪取が不可能となったために、再度STARLIGHT号に戻りレオンと合流する。
ルシア（Lucia）
13歳。STARLIGHT号唯一の生き残りで、読心術のような特殊な力を持っている。
新型B.O.W.（正式名称不明）
任務のターゲットとなる存在で、他人に擬態する能力を持つ。普段は衣服を身につけておらず、腹部から多数の触手を出す。潜水艦の外殻を打ち破るパワーを誇る。物語中盤に人間との判別方法として血液が緑色であることが明らかになる。

## スタッフ
カプコン制作スタッフ
- アドバイザー：三上真司
- シナリオ、企画：加藤弘喜

M4 Ltd.制作スタッフ
- ゲームエンジン・プログラマー：ジェイムズ・コックス
- 主任プログラマー：キーロン・ウィーラー
- サポート・プログラマー：オーディン・フィリップス
- 主任アーティスト：ステファン・バーネット
- 背景アーティスト：ブルース・シルバーストーン
- プレゼンテーション・アーティスト：マーク・ブラウン
- アーティスト：エリオット・カーティス
- ミュージシャン：シャヒード・アーマッド
- ゲーム・デザイナー：ティム・ハル
- エグゼクティブ・プロデューサー：ティム・ハル、ジェイムズ・コックス
- 協力：マーヴィン・ヒル

ヴァージンインタラクティブ制作スタッフ
- プロデューサー：サラ・トンプソン
- チーフQA：スティーヴン・フレイザー
- 主任テスター：ロバート・マーシュ
- テスター：ジョン・シルバースター、ロイ・ゲイ
- マーケティング：アリソン・グラント
- PRマネージャー：ジョン・ブルック
- プロダクト・マネージャー：バーニー・ヨーク
- ローカライズ・マネージャー：ハラルド・シモン

ローカライズ
- フランス語：Around The Word
- ドイツ語：Effective Media
- イタリア語：Project Synthesis
- スペイン語：Pink Noise
- 協力：大原晋作、大山哲郎、たなかけん

## 評価
ゲーム誌『ファミコン通信』の「クロスレビュー」では合計22点（満40点）となった。専門書籍によると、海外のメーカーが開発したものを逆輸入した作品で、キャラクターも何もかもが本家シリーズと違うため、バイオハザードファンには非常に違和感がある、とされている。黒を基調とした画面に、敵ゾンビには影までついているので、非常に見づらいという声もある。レオンを始めとした登場人物のキャラクター崩壊などもあって、バイオハザードシリーズとしての評価は低い。